# 물매화
물매화(Parnassia palustris)는 범의귀과에 속하는 숙근성 여러해살이풀이다. 풀매화, 물매화풀, 매화초(梅花草)라고도 한다. 햇빛이 잘 드는 산지의 습지에서 서식하는 고산 식물로서 북반구의 온대, 아한대에 걸쳐 분포한다.
꽃대의 길이는 7-45cm, 높이는 10-40cm에 달하며 줄기는 3-4개가 뭉쳐있는 모습을 띤다. 줄기 부분에는 잎 1개가 나와 있는데 잎자루가 없고 밑 부분이 줄기를 감싸고 있는 모습을 띤다. 잎은 지름이 1-3cm에 달하는데 밋밋한 가장자리, 긴 잎자루를 띠는 것이 특징이다.
7월부터 9월 사이에 피는 하얀색 꽃은 수평으로 퍼지는 모습을 띤다. 꽃잎의 수는 5개인데 꽃잎은 넓은 달걀 모양 또는 타원 모양을 띤다. 수술의 수는 5개, 헛수술의 수는 5개이고 12-22개로 갈라진 끝 부분에는 황록색 선이 나와 있다.
꽃의 씨방 부분은 위쪽으로 나와 있으며 암술대 부분은 4개로 갈라져 있다. 삭과인 열매는 길이가 10-12mm에 달하며 넓은 달걀 모양을 띤다. 한의학에서는 뿌리 부분을 제외한 전체 부위를 종기, 급성 간염, 맥관염에 효과가 있는 약재로 사용했다.